# برناردو مانويل
برناردو مانويل هو عداء مسافات طويلة أنغولي، ولد في 27 ديسمبر 1954.

## وصلات خارجية
- برناردو مانويل على موقع أوليمبيديا (الإنجليزية)